# Josué Giraldo Cardona
Josué Giraldo Cardona (Pensilvania, Caldas, 27 de agosto de 1959-Villavicencio, 13 de octubre de 1996) fue un abogado, político y activista colombiano. Militó en la Unión Patriótica hasta su asesinato.

## Biografía
Nació en el municipio de Pensilvania (Caldas) donde creció hasta mudarse a Bogotá para comenzar sus estudios de derecho en la Universidad Autónoma de Colombia.
Tiempo después, se radicó en el municipio de Villavicencio en el departamento del Meta donde se desempeñó como líder político al igual que en diversos cargos públicos. Fue en esa ciudad donde empezó su militancia y labores en la Unión Patriótica (Colombia).

## Asesinato
El 13 de octubre de 1996 fue asesinado por su trabajo como activista. En 2014, el Estado colombiano fue condenado por su muerte.